# Elina Michina
Elina Dmitrijewna Michina (kasachisch Элина Дмитриевна Мичина, russisch Элина Дмитриевна Михина, engl. Transkription Elina Dmitriyevna Mikhina; * 16. Juli 1994 in Ridder) ist eine kasachische Sprinterin, die sich auf die 400-Meter-Distanz spezialisiert hat.

## Sportliche Laufbahn
Erste Erfahrungen bei internationalen Meisterschaften sammelte Elina Michina bei den Asien Jugendspielen 2010 in Singapur, bei denen sie über 400 Meter die Silbermedaille gewann und mit der kasachischen 4-mal-400-Meter-Staffel Platz vier belegte. Anschließend nahm sie an den erstmals ausgetragenen Olympischen Jugendspielen ebenfalls in Singapur teil und belegte dort im C-Finale den zweiten Platz. Zudem belegte sie mit der kasachischen Sprintstaffel (1000-Meter) den fünften Platz. Bei den Jugendweltmeisterschaften 2011 nahe Lille schied sie bereits in der ersten Runde aus, wie auch bei den Juniorenweltmeisterschaften 2012 in Barcelona mit der 4-mal-400-Meter-Staffel. 2014 schied sie bei den Asienspielen im südkoreanischen Incheon im Einzelbewerb in der Vorrunde aus und belegte mit der Staffel den sechsten Platz. Zuvor gewann sie bei den Hallenasienmeisterschaften in Hangzhou die Goldmedaille mit der kasachischen Stafette. 2015 gewann sie bei den Asienmeisterschaften in Wuhan die Bronzemedaille mit der Staffel.
2016 gewann sie bei den Hallenasienmeisterschaften in Doha die Silbermedaille über 400 Meter hinter der Bahraini Kemi Adekoya. Sie qualifizierte sich erstmals für die Olympischen Spiele in Rio de Janeiro, bei denen sie über 400 Meter in der ersten Runde ausschied. 2017 schied sie bei den Asienmeisterschaften in Bhubaneswar über 400 Meter im Vorlauf aus und belegte mit der kasachischen Staffel Platz vier. Mitte August gelangte sie bei den Weltstudentenspielen in Taipeh in das Halbfinale über 400 Meter. Anfang September gewann sie bei den Asian Indoor & Martial Arts Games in Aşgabat die Goldmedaille über 400 Meter. Mit der 4-mal-400-Meter-Staffel wurde sie disqualifiziert. 2018 nahm sie an den Hallenasienmeisterschaften in Teheran teil und gewann dort in 53,49 s erneut die Silbermedaille über 400 Meter, diesmal hinter ihrer Landsfrau Swetlana Golendowa. Zudem gewann sie mit der kasachischen Staffel die Goldmedaille. Damit qualifizierte sie sich für die Hallenweltmeisterschaften in Birmingham, bei denen sie im Einzelbewerb über 400 Meter in 53,90 s in der ersten Runde ausschied und sich auch mit der kasachischen Stafette mit 3:40,54 min nicht für das Finale qualifizierte. Ende August nahm sie erneut an den Asienspielen in Jakarta teil und gewann dort mit 52,63 s die Bronzemedaille im 400-Meter-Lauf. Zudem belegte sie mit der 4-mal-400-Meter-Staffel den sechsten Platz. Mit der gemischten Staffel und der 4-mal-100-Meter-Staffel gewann sie ebenfalls die Bronzemedaille. 2019 wurde die bahrainische Mixed-Staffel disqualifiziert und die Silbermedaille Kasachstan zugesprochen.
Im Frühjahr 2019 gewann sie bei den Asienmeisterschaften in Doha in 53,19 s die Silbermedaille über 400 Meter hinter der Bahrainerin Salwa Eid Naser. Zudem gewann sie mit der 4-mal-100-Meter-Staffel in 43,36 s die Silbermedaille hinter der Chinesinnen und erreichte mit der gemischten Staffel in 3:20,73 min Rang vier. Bei der Sommer-Universiade in Neapel erreichte sie das Halbfinale, in dem sie mit 52,41 s ausschied. Mit der Staffel qualifizierte sie sich für die Weltmeisterschaften in Doha, bei denen sie mit 43,79 s im Vorlauf ausschied. 2023 siegte sie in 54,07 s über 400 Meter bei den Hallenasienmeisterschaften in Astana und sicherte sich auch mit der Staffel in 3:44,21 min gemeinsam mit Adelina Achmetowa, Alexandra Saljubowskaja und Kristina Korjagina. Im Juli wurde sie bei den Asienmeisterschaften in Bangkok in der Vorrunde über 400 Meter disqualifiziert.
In den Jahren 2013 und 2014 wurde Michina kasachische Meisterin über 400 Meter im Freien sowie 2016 und 2018 in der Halle. Über 200 Meter wurde sie 2013 und 2016 Meisterin im Freien sowie 2015 und 2023 in der Halle. Zudem gewann sie 2018 auch den Titel mit der 4-mal-100-Meter-Staffel ihres Vereins.

## Persönliche Bestzeiten
- 100 Meter: 11,55 s (+0,3 m/s), 26. Juli 2019 in Almaty
  - 60 Meter (Halle): 7,71 s, 14. Februar 2015 in Öskemen
- 200 Meter: 23,25 s (+0,3 m/s), 5. Juli 2016 in Almaty
  - 200 Meter (Halle): 23,66 s, 30. Januar 2016 in Öskemen
- 400 Meter: 52,09 s, 25. Juni 2016 in Almaty
  - 400 Meter (Halle): 52,53 s, 16. Februar 2018 in Öskemen (kasachischer Rekord)